# Geometride
Geometridele (Geometridae), sau cotarii, sunt o familie mare (cu mai mult de 23.000 de specii) de fluturi nocturni de mărimi mici și mijlocii, cu anvergura aripilor de 15-50 mm. Au corpul de regulă subțire, cu aripi late, fine; adesea aripile au marginile ondulate, dințate, cu unghiuri. Desenele aripilor sunt foarte variate, adesea cu linii fine și benzi. Nu au un colorit viu, și de obicei sunt cenușii, bruni, albicioși; numai unele specii tropicale sunt viu colorate. Unele femele au aripile reduse sau sunt chiar aptere. Zboară noaptea; în repaus își țin aripile desfăcute și lipite de suportul pe care stau.
Larvele lor sunt foarte caracteristice. De obicei sunt alungite, cilindrice, nepăroase; nu au pedesspurii (picioare false) decât la extremitatea abdomenului. Mersul larvelor este foarte caracteristic, își mută succesiv capătul anterior și apoi capătul posterior, îndoindu-și corpul, așa cum se măsoară cu "cotul" de unde și numele de cotari.
Mai multe specii sunt dăunătoare, producând adesea pagube mari la păduri și la arborii fructiferi. de ex. cotarul brun (Erannis defoliaria), cotarul verde (Operophtera brumata), cotarul agrișului (Abraxas grossulariata). În România au fost înregistrate 482 de specii de geometride.